# عهود السامر
عهود السامر (2 يونيو 1976 -)، ممثلة سعودية.

## المسيرة الفنية
وضع على صورتها في حلقة «تسونامي» من طاش 15 بعام 2007، نوع من المرشحات سترت على الوجه وجعل تمييز ملامحها صعباً على المشاهدين، وبحسب المخرج عبد الخالق الغانم فإن ذلك جاء استجابة للضغوطات التي جاءتهم من عائلتها، وذكر أنها تراجعت عن الظهور بالحلقة بعد ضغوط أسرية مما دعاها لأن تطلب من المخرج حذف مشاهدها ولم يبق إلا مشهد واحد أساسي. وبعد عشر سنوات عادت بعام 2017 وشاركت بعدد من الأعمال وذلك بأدوارًا صغيرة. حتى منحت مساحة دور كبيرة خلال أول سوب أوبرا سعودي الميراث المكون من 250 حلقة، وقدمت خلاله شخصية ليلى. كذلك شاركت بالدراما الكويتية لأول مرة بمسلسل عداني العيب إلى جانب الممثلة إلهام الفضالة.

## الأعمال
- 2007: طاش 15.
- 2017: ظل الحلم.
- 2019: عندما يكتمل القمر.
- 2019: سوق الدماء.
- 2019: بدون فلتر 2.
- 2019: عناقيد.
- 2019: سريع سريع.
- 2020: عداني العيب.
- 2020: الميراث.[2]
- 2021: ممنوع التجول.
- 2021: أختطاف.
- 2021: تساهيل.
- 2021: الجدار الرابع.
- 2022: مشراق.
- 2022: الزاهرية.
- 2022: من هو ولدنا.
- 2023: طاش العودة.
- 2023: إنسانيات.
- 2024: كرمال الولد.
- 2024: ثانوية النسيم.
- 2024:الشرار.
- 2024: بنات الثانوي 2.
- 2024: سندس 2.
- 2025: شارع الأعشى.
- 2025: حكاية لونا.
- 2025  أمي .